# Tryde socken
Tryde socken i Skåne ingick i Ingelstads härad med en del före 1891 i Herrestads härad, uppgick 1952 i Tomelilla köping och området ingår sedan 1971 i Tomelilla kommun och motsvarar från 2016 Tryde distrikt.
Socknens areal var 31,85 kvadratkilometer varav 31,73 land. År 2000 fanns här 1 258 invånare.  Kyrkbyn Tryde med sockenkyrkan Tryde kyrka ligger i socknen.

## Administrativ historik
Socknen har medeltida ursprung. Före 1891 hörde en del, Everöd, till Herrestads härad och Malmöhus län.
Vid kommunreformen 1862 övergick socknens ansvar för de kyrkliga frågorna till Tryde församling och för de borgerliga frågorna bildades Tryde landskommun. 1921 utbröts en del av landskommunen till den då bildade Tomelilla köping och 1926 utbröts en del av församlingen till den då bildade Tomelilla församling. Landskommunen uppgick 1952 i Tomelilla köping som 1971 ombildades till Tomelilla kommun. Församlingen uppgick  2002 i Tomelillabygdens församling.
1 januari 2016 inrättades distriktet Tryde, med samma omfattning som församlingen hade 1999/2000.  
Socknen har tillhört län, fögderier, tingslag och domsagor enligt vad som beskrivs i artikeln Ingelstads härad. De indelta soldaterna tillhörde Södra skånska infanteriregementet, Ingelsta och Alby kompanier och Skånska dragonregementet, Cimbrishamns skvadron, Svabeholms kompani.

## Geografi
Tryde socken ligger närmast norr om Tomelilla på Österlen kring Trydeån. Socknen är odlingsbygd.

## Fornlämningar
Från bronsåldern/järnåldern finns gravhögar.

## Namnet
Namnet skrevs 1387 Trywethe och kommer från kyrkbyn. Efterleden är with(i), 'skog'. Förleden innehåller try, 'buskväxt'..